# Gary Bettenhausen
Gary Clyde Bettenhausen (Blue Island, Illinois, 18 de novembro de 1941 — Monrovia (Indiana), 16 de março de 2014) foi um automobilista norte-americano. Ele era filho de Tony Bettenhausen.

## Família

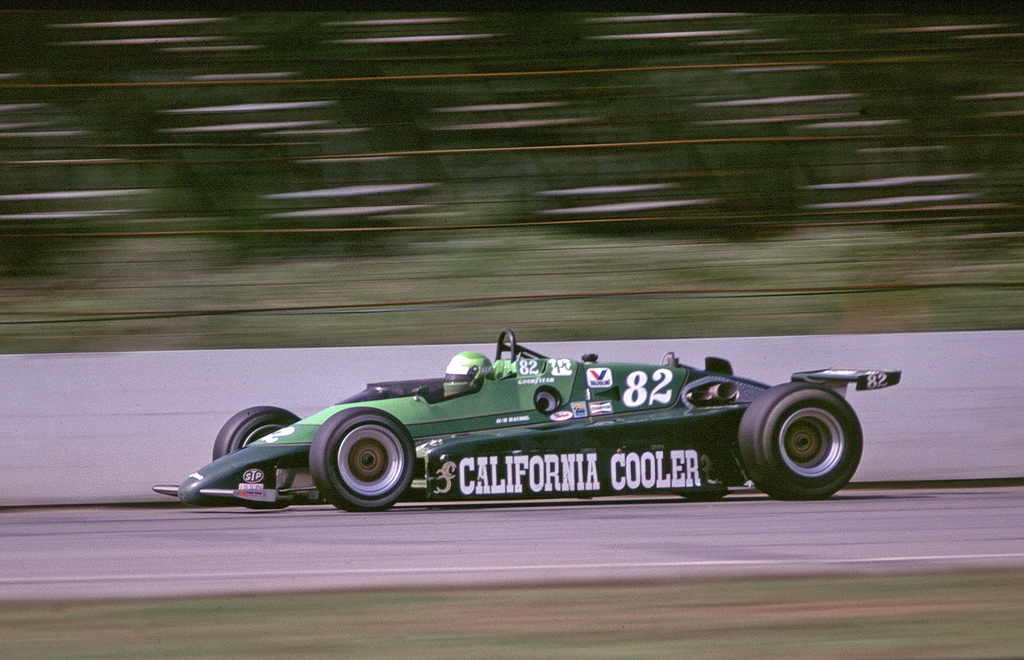
Carro de Gary Bettenhausen na CART em 1984.

Seu pai foi a lenda das 500 Milhas de Indianápolis e da Sprint Cup Tony Bettenhausen, e seu irmão foi proprietário de uma equipe da extinta Champ Car Tony Bettenhausen, Jr.. Outro irmão, Merle Bettenhausen, acabou falecendo em um acidente com fogo.
Gary Bettenhausen faleceu aos 72 anos, em 16 de março de 2014, em Monrovia, Indiana, Estados Unidos.

## Resultados

### 500 Milhas de Indianápolis[4]
| Ano  | Chassi    | Motor        | Grid              | Corrida           |
| ---- | --------- | ------------ | ----------------- | ----------------- |
| 1968 | Gerhardt  | Offenhauser  | 22º               | 24º               |
| 1969 | Gerhardt  | Offenhauser  | 9º                | 26º               |
| 1970 | Gerhardt  | Offenhauser  | 20º               | 26º               |
| 1971 | Gerhardt  | Offenhauser  | 13º               | 10º               |
| 1972 | McLaren   | Offenhauser  | 4º                | 14º               |
| 1973 | McLaren   | Offenhauser  | 5º                | 5º                |
| 1974 | McLaren   | Offenhauser  | 11º               | 32º               |
| 1975 | Eagle     | Offenhauser  | 19º               | 15º               |
| 1976 | Eagle     | Offenhauser  | 8º                | 28º               |
| 1977 | King      | Offenhauser  | 21º               | 16º               |
| 1978 | King      | Offenhauser  | 31º               | 16º               |
| 1979 | King      | Offenhauser  | Não Se Qualificou | Não Se Qualificou |
| 1980 | Wildcat   | DGS          | 32º               | 3º                |
| 1981 | Lightning | Cosworth     | 11º               | 26º               |
| 1982 | Lightning | Cosworth     | 30º               | 12º               |
| 1983 | Lightning | Chevrolet    | Não Se Qualificou | Não Se Qualificou |
| 1984 | March     | Cosworth     | Não Se Qualificou | Não Se Qualificou |
| 1986 | March     | Cosworth     | 29º               | 11º               |
| 1987 | March     | Cosworth     | 15º               | 5º                |
| 1988 | March     | Cosworth     | Não Se Qualificou | Não Se Qualificou |
| 1989 | Lola      | Buick        | 14º               | 33º               |
| 1990 | Lola      | Buick        | 18º               | 31º               |
| 1991 | Lola      | Buick        | 13º               | 22º               |
| 1992 | Lola      | Buick        | 5º                | 17º               |
| 1993 | Lola      | Buick/Menard | 18º               | 17º               |
| 1994 | Penske    | Ilmor        | Não Se Qualificou | Não Se Qualificou |